# Pestskråpsfjädermott
Pestskråpsfjädermott Buszkoiana capnodactyla är en fjärilsart som beskrevs av Philipp Christoph Zeller 1841. Pestskråpsfjädermott ingår i släktet Buszkoiana och familjen fjädermott, Pterophoridae. Enligt den svenska rödlistan är arten sårbar, VU, i Sverige. Inga underarter finns listade i Catalogue of Life.

## Kännetecken
Vingbredd 18-30 mm. Framvingarna mörkbruna till svartbruna, i framkanten med en gulaktig fläck. Bakvingar brunsvarta med en fjälltand mot flikens spets.

## Liknande arter
Kan knappast förväxlas med några andra svenska eller nordiska arter varken till utseende eller förekomst vid värdväxten.

## Levnadssätt
Fjärilen flyger sällsynt i skymningen och om natten i anslutning till larvens näringsväxt.

## Flygtid
Från slutet av juni - juli.

## Biologi
Larven lever i de nedre delarna av stjälken till pestskråp och övervintrar sannolikt. I juni kryper larven ut i samband med förpuppningen som sker på undersidan av näringsväxtens blad.

## Habitat
Fjärilen är hårt knuten till förekomster av värdväxten.

## Näringsväxt
Pestskråp Petasites hybridus.

## Utbredning
Påträffad sällsynt i Skåne. I övriga Norden finns den i Danmark, men saknas i Norge och Finland.